# Cordyloporus mareesi
Cordyloporus mareesi är en mångfotingart som beskrevs av Carl 1909. Cordyloporus mareesi ingår i släktet Cordyloporus och familjen Chelodesmidae. Inga underarter finns listade i Catalogue of Life.